# 坪井庆介
坪井庆介（1979年9月16日—），已退役日本職業足球員，司職後衛，前日本國家足球隊成員。

## 俱樂部生涯
坪井庆介1979年9月16日出生于日本东京，从付知中学到四日市中央工高中，在福冈大学毕业后加盟了浦和红钻。他是2002年的日本联赛新人王，联赛公平竞赛奖。在2003年进入了日本职业联赛最佳阵容。
日职的浦和红钻官方宣布后卫坪井庆介正式转会日乙的湘南比马。
山口雷法7日官宣，原日本国家队后卫坪井庆介本赛季结束后将退役。

## 國家隊生涯
坪井庆介代表日本队的出场了40场，没有进球，第一次代表日本队出场是在2003年，在埼玉的友谊赛中登场，日本队最终0-0巴拉圭。

## 外部連結
- 坪井庆介 – FIFA國際賽競賽紀錄 (存檔)
- National Football Teams（页面存档备份，存于）
- Soccerway資料庫：坪井庆介
- 日本職業足球聯賽中的坪井庆介 （日語）
- Japan National Football Team Database （页面存档备份，存于）
- Profile at Renofa Yamaguchi FC （页面存档备份，存于） （日語）
- Yahoo! Sports Profile （页面存档备份，存于） （日語）